# Avdimou
Avdimou (griechisch Αυδήμου; türkisch Evdim oder Düzkaya) ist eine Gemeinde im Bezirk Limassol in der Republik Zypern. Bei der Volkszählung im Jahr 2021 hatte sie 561 Einwohner.

## Lage und Umgebung

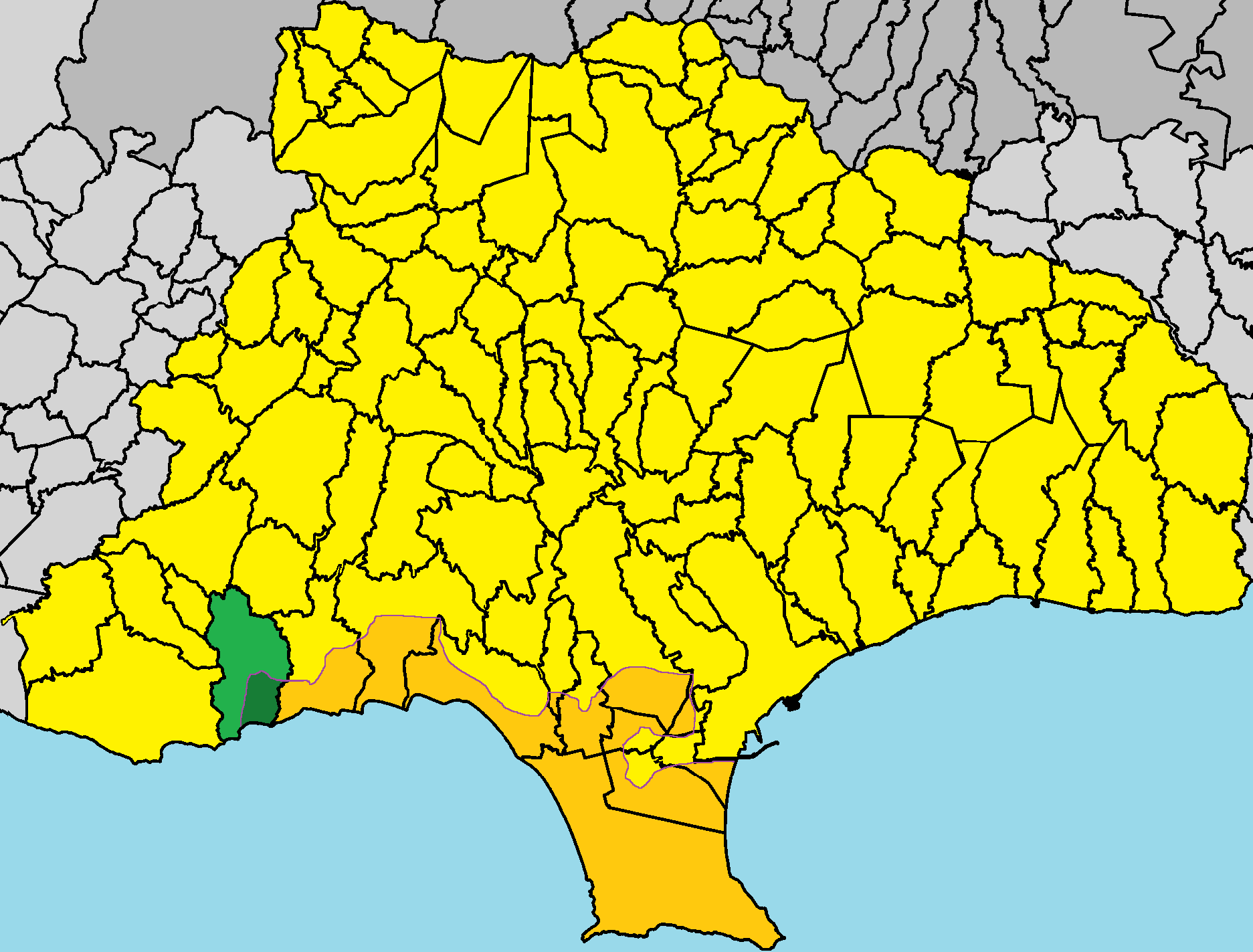
Lage im Bezirk Limassol

Avdimou liegt am Meer im Süden der Mittelmeerinsel Zypern auf einer Höhe von etwa 75 Metern, etwa 1 Kilometer nördlich von Limassol und 13 Kilometer westlich von Episkopi. Das etwa 19,3 Quadratkilometer große Dorf grenzt im Westen an Pissouri, Platanistia und Agios Thomas, im Nordwesten an Anogyra, im Norden an Prastio (Avdimou) und im Osten an Paramali. Der südliche Teil der Gemeinde gehört zum Territorium von Akrotiri.
In Avdimos werden Wein, Getreide, Hülsenfrüchte, Gemüse, Zitrusfrüchte und mehr angebaut.

## Geschichte
Avdimou war während der Lusignan-Herrschaft eine der 12 Provinzen Zyperns und während der venezianischen Besetzung ein großes Zentrum. Seitdem ist es einer der drei Teile des Bezirks Limassol und war immer noch das Zentrum in der osmanischen und britischen Herrschaft. Bis 1963 war das Dorf gemischt, aber nach den interkommunalen Unruhen von 1963 wurde es rein türkisch-zypriotisch, da alle griechisch-zypriotischen Einwohner zogen.
Nach der türkischen Invasion von 1974 wurden die türkisch-zypriotischen Einwohner des Dorfes in das besetzte Gebiet Zyperns verlegt und mehrere griechisch-zypriotische Flüchtlinge aus 42 verschiedenen Dörfern der besetzten Gebiete siedelten sich in Avdimou an.

### Bevölkerungsentwicklung
| Jahr      | 1881 | 1891 | 1901 | 1911 | 1921 | 1931 | 1946 | 1960 | 1976 | 1982 | 1992 | 2001 | 2011 | 2021 |
| Einwohner | 373  | 398  | 427  | 525  | 575  | 582  | 715  | 912  | 486  | 700  | 637  | 614  | 535  | 561  |